# Visser Hill
Der Visser Hill ist ein rund 160 m hoher Hügel auf der westantarktischen Adelaide-Insel. Er ragt 3,5 km südlich des Mount Vélain im Norden der Insel auf.
Luftaufnahmen der US-amerikanischen Ronne Antarctic Research Expedition (1947–1948) und der Falkland Islands and Dependencies Aerial Survey Expedition aus den Jahren von 1956 bis 1957 dienten seiner Kartierung. Das UK Antarctic Place-Names Committee benannte ihn 1960 nach dem niederländischen Diplomaten und Bergsteiger Philipp C. Visser (1882–1955), der zwischen 1921 und 1935 klassische Gletscherforschung im Karakorum betrieben hatte.